# Glee (Fernsehserie)/Diskografie
Diese Diskografie ist eine Übersicht über die musikalischen Werke, die im Rahmen der US-Fernsehserie Glee entstanden sind und die sich zumindest in den USA zum größten Teil in den Charts platzieren konnten. Auch in Großbritannien waren sie sehr erfolgreich. In den deutschsprachigen Ländern schafften es aber nur die allererste Single sowie einzelne Alben aus den Anfangsjahren 2009 und 2010 in die Hitparaden. Bis auf wenige Aufnahmen aus der zweiten Staffel handelt es sich bei allen Chartsingles um Coverversionen, die von den Schauspielern der Serie gesungen wurden. Bei einigen Folgen waren aus Gaststars wie Gwyneth Paltrow oder Ricky Martin beteiligt. Den Schallplattenauszeichnungen zufolge wurden bisher mehr als 8,4 Millionen Tonträger verkauft. Die erfolgreichste Veröffentlichung ist die Single Don’t Stop Believin’ mit über 1,6 Millionen verkauften Einheiten.

## Alben

### Studioalben
| Jahr | Titel                                                | Höchstplatzierung, Gesamtwochen, AuszeichnungChartplatzierungen (Jahr, Titel, Platzierungen, Wochen, Auszeichnungen, Anmerkungen) | Höchstplatzierung, Gesamtwochen, AuszeichnungChartplatzierungen (Jahr, Titel, Platzierungen, Wochen, Auszeichnungen, Anmerkungen) | Höchstplatzierung, Gesamtwochen, AuszeichnungChartplatzierungen (Jahr, Titel, Platzierungen, Wochen, Auszeichnungen, Anmerkungen) | Höchstplatzierung, Gesamtwochen, AuszeichnungChartplatzierungen (Jahr, Titel, Platzierungen, Wochen, Auszeichnungen, Anmerkungen) | Höchstplatzierung, Gesamtwochen, AuszeichnungChartplatzierungen (Jahr, Titel, Platzierungen, Wochen, Auszeichnungen, Anmerkungen) | Anmerkungen                                                                                                   |
| Jahr | Titel                                                | DE | AT | CH | UK | US | Anmerkungen                                                                                                   |
| ---- | ---------------------------------------------------- | --- | --- | --- | --- | --- | --- |
| 2009 | Glee: The Music – Season One Volume 1                | DE21 (5 Wo.)DE | AT34 (2 Wo.)AT | CH48 (10 Wo.)CH | UK1 Platin · (53 Wo.)UK | US4 Platin · (75 Wo.)US | Charteintritt USA: 21. November 2009                                                                          |
| 2009 | Glee: The Music – Season One Volume 2                | DE93 (1 Wo.)DE | — | — | UK2 Platin · (34 Wo.)UK | US3 Gold · (61 Wo.)US | Charteintritt USA: 26. Dezember 2009                                                                          |
| 2010 | Glee: The Music – The Power of Madonna               | — | — | — | UK4 Silber · (8 Wo.)UK | US1 (13 Wo.)US | Charteintritt USA: 8. Mai 2010                                                                                |
| 2010 | Glee: The Music – Volume 3 – Showstoppers            | — | AT49 (1 Wo.)AT | CH87 (1 Wo.)CH | UK3 Gold · (15 Wo.)UK | US1 Gold · (44 Wo.)US | Charteintritt USA: 5. Juni 2010                                                                               |
| 2010 | Glee: The Music – Journey to Regionals (EP)          | — | — | — | UK2 Silber · (6 Wo.)UK | US1 (26 Wo.)US | Charteintritt USA: 26. Juni 2010                                                                              |
| 2010 | Glee: The Music, The Rocky Horror Glee Show          | — | — | — | UK23 (4 Wo.)UK | US6 (10 Wo.)US | Charteintritt USA: 6. November 2010                                                                           |
| 2010 | Glee: The Music, Best of Season One                  | — | — | — | UK41 Gold · (12 Wo.)UK | — | Charteintritt UK: 27. November 2010                                                                           |
| 2010 | Glee: The Music, The Christmas Album                 | — | — | — | UK37 Silber · (4 Wo.)UK | US3 Platin · (7 Wo.)US | Charteintritt USA: 4. Dezember 2010                                                                           |
| 2010 | Glee: The Music, Season Two Volume 4                 | — | — | CH97 (1 Wo.)CH | UK4 Gold · (15 Wo.)UK | US5 Gold · (28 Wo.)US | Charteintritt USA: 18. Dezember 2010                                                                          |
| 2011 | Glee: The Music, Season Two Volume 5                 | — | — | — | UK4 Gold · (12 Wo.)UK | US3 (16 Wo.)US | Charteintritt USA: 26. März 2011                                                                              |
| 2011 | Glee: The Music Presents the Warblers                | — | — | — | UK7 Silber · (7 Wo.)UK | US2 (10 Wo.)US | Charteintritt USA: 7. Mai 2011                                                                                |
| 2011 | Glee: The Music, Season Two Volume 6                 | — | — | — | UK6 Silber · (11 Wo.)UK | US4 (5 Wo.)US | Charteintritt USA: 11. Juni 2011                                                                              |
| 2011 | Glee: The 3D Concert Movie                           | — | — | — | UK35 (3 Wo.)UK | US16 (6 Wo.)US | Charteintritt USA: 27. August 2011                                                                            |
| 2011 | Glee: The Music, The Christmas Album Volume 2        | — | — | — | UK60 (2 Wo.)UK | US6 (10 Wo.)US | Charteintritt USA: 5. Januar 2013                                                                             |
| 2011 | Glee: The Music, Season Three Volume 7               | — | — | — | UK55 Silber · (8 Wo.)UK | US9 (11 Wo.)US | Charteintritt USA: 24. Dezember 2011                                                                          |
| 2012 | Glee: The Music, Season Three – The Graduation Album | — | — | — | UK17 (3 Wo.)UK | US8 (6 Wo.)US | Charteintritt USA: 2. Juni 2012                                                                               |
| 2012 | Glee: The Music, The Complete Season Two             | — | — | — | UK— SilberUK | — | Erstveröffentlichung: 28. August 2012 nur digital veröffentlicht, enthält alle 131 Lieder der zweiten Staffel |
| 2012 | Glee: The Music, Season Four – Britney 2.0           | — | — | — | — | US43 (2 Wo.)US | Charteintritt USA: 6. Oktober 2012                                                                            |
| 2012 | Glee: The Music Presents Glease                      | — | — | — | UK79 (1 Wo.)UK | US28 (2 Wo.)US | Charteintritt USA: 24. November 2012                                                                          |
| 2012 | Glee: The Music, Season 4 Volume 1                   | — | — | — | UK41 (1 Wo.)UK | US33 (4 Wo.)US | Charteintritt USA: 15. Dezember 2012                                                                          |
| 2012 | Glee: The Music, The Christmas Album Volume 3        | — | — | — | — | US20 (3 Wo.)US | Charteintritt USA: 29. Dezember 2012                                                                          |
| 2013 | Glee Sings the Beatles                               | — | — | — | UK89 (1 Wo.)UK | US38 (3 Wo.)US | Charteintritt USA: 24. September 2013                                                                         |
| 2013 | The Quarterback (EP)                                 | — | — | — | UK64 (3 Wo.)UK | US7 (3 Wo.)US | Charteintritt USA: 7. Oktober 2013                                                                            |
| 2013 | A Katy or a Gaga (EP)                                | — | — | — | — | US43 (1 Wo.)US | Charteintritt USA: 5. November 2013                                                                           |
| 2013 | Glee: The Music, The Christmas Album Volume 4 (EP)   | — | — | — | — | US105 (1 Wo.)US | Charteintritt USA: 3. Dezember 2013                                                                           |
| 2015 | Glee: Season Six, We Built This Glee Club (EP)       | — | — | — | — | US114 (1 Wo.)US | Charteintritt USA: 14. März 2015                                                                              |
| 2015 | Glee: Season Six, Dreams Come True (EP)              | — | — | — | — | US63 (1 Wo.)US | Charteintritt USA: 21. März 2015                                                                              |

## Singles

### Erste Staffel (Juni 2009 bis Juni 2010)
| Jahr | Titel im Original von                                                                 | Höchstplatzierung, Gesamtwochen, AuszeichnungChartplatzierungen (Jahr, Titel, im Original von, Platzierungen, Wochen, Auszeichnungen, Anmerkungen, zugehöriger Rollenname) | Höchstplatzierung, Gesamtwochen, AuszeichnungChartplatzierungen (Jahr, Titel, im Original von, Platzierungen, Wochen, Auszeichnungen, Anmerkungen, zugehöriger Rollenname) | Höchstplatzierung, Gesamtwochen, AuszeichnungChartplatzierungen (Jahr, Titel, im Original von, Platzierungen, Wochen, Auszeichnungen, Anmerkungen, zugehöriger Rollenname) | Höchstplatzierung, Gesamtwochen, AuszeichnungChartplatzierungen (Jahr, Titel, im Original von, Platzierungen, Wochen, Auszeichnungen, Anmerkungen, zugehöriger Rollenname) | Höchstplatzierung, Gesamtwochen, AuszeichnungChartplatzierungen (Jahr, Titel, im Original von, Platzierungen, Wochen, Auszeichnungen, Anmerkungen, zugehöriger Rollenname) | Anmerkungen                                                                            | zugehöriger Rollenname                    |
| Jahr | Titel im Original von                                                                 | DE | AT | CH | UK | US | Anmerkungen                                                                            | zugehöriger Rollenname                    |
| ---- | ------------------------------------------------------------------------------------- | --- | --- | --- | --- | --- | -------------------------------------------------------------------------------------- | ----------------------------------------- |
| 2009 | Don’t Stop Believin’ Journey                                                          | DE50 (4 Wo.)DE | AT68 (1 Wo.)AT | CH74 (1 Wo.)CH | UK2 Platin · (37 Wo.)UK | US4 Platin · (7 Wo.)US | Lea Michele & Cory Monteith                                                            | Rachel & Finn                             |
| 2009 | Rehab Amy Winehouse                                                                   | — | — | — | UK62 (2 Wo.)UK | US98 (1 Wo.)US | „Vocal Adrenaline“                                                                     |                                           |
| 2009 | Can’t Fight This Feeling REO Speedwagon                                               | — | — | — | — | — | Cory Monteith                                                                          | Finn                                      |
| 2009 | On My Own Musical: Les Misérables                                                     | — | — | — | UK73 (2 Wo.)UK | — | Lea Michele                                                                            | Rachel                                    |
| 2009 | Gold Digger Kanye West                                                                | — | — | — | UK44 (4 Wo.)UK | — | Amber Riley, Matthew Morrison, Kevin McHale                                            | Mercedes, Will, Artie                     |
| 2009 | Take a Bow Rihanna                                                                    | — | — | — | UK36 (4 Wo.)UK | US46 (1 Wo.)US | Lea Michele                                                                            | Rachel                                    |
| 2009 | Push It Salt ’n’ Pepa                                                                 | — | — | — | UK96 (1 Wo.)UK | — | New Directions                                                                         |                                           |
| 2009 | Bust Your Windows Jazmine Sullivan                                                    | — | — | — | UK57 (3 Wo.)UK | — | Amber Riley                                                                            | Mercedes                                  |
| 2009 | Mercy Duffy                                                                           | — | — | — | UK94 (1 Wo.)UK | — | Vocal Adrenaline                                                                       |                                           |
| 2009 | Taking Chances Céline Dion                                                            | — | — | — | UK76 (2 Wo.)UK | US71 (1 Wo.)US | Lea Michele                                                                            | Rachel                                    |
| 2009 | Maybe This Time Liza Minnelli (Film: Cabaret)                                         | — | — | — | UK87 (1 Wo.)UK | US88 (1 Wo.)US | Kristin Chenoweth (Gast), Lea Michele                                                  | April Rhodes & Rachel                     |
| 2009 | Alone Heart                                                                           | — | — | — | UK47 (2 Wo.)UK | US51 (1 Wo.)US | Kristin Chenoweth (Gast), Matthew Morrison                                             | April Rhodes & Will Schuester             |
| 2009 | Somebody to Love Queen                                                                | — | — | — | UK26 (7 Wo.)UK | US28 (4 Wo.)US | New Directions                                                                         |                                           |
| 2009 | Last Name Carrie Underwood                                                            | — | — | — | UK83 (1 Wo.)UK | — | Kristin Chenoweth (Gast)                                                               | April Rhodes                              |
| 2009 | It’s My Life / Confessions, Pt. II Bon Jovi / Usher                                   | — | — | — | UK14 (6 Wo.)UK | US30 (2 Wo.)US | Cory Monteith, Kevin McHale                                                            | Finn & Artie                              |
| 2009 | Halo / Walking on Sunshine Beyoncé / Katrina and the Waves                            | — | — | — | UK9 (12 Wo.)UK | US40 (2 Wo.)US | New Directions Girls                                                                   |                                           |
| 2009 | No Air Jordin Sparks                                                                  | — | — | — | UK52 (2 Wo.)UK | US65 (1 Wo.)US | Lea Michele, Cory Monteith                                                             | Rachel & Finn                             |
| 2009 | Keep Holding On Avril Lavigne (Film: Eragon)                                          | — | — | — | UK47 (3 Wo.)UK | US56 (1 Wo.)US | New Directions                                                                         |                                           |
| 2009 | Hate on Me Jill Scott                                                                 | — | — | — | — | — | Amber Riley                                                                            | Mercedes                                  |
| 2009 | You Keep Me Hangin’ On The Supremes                                                   | — | — | — | — | — | Dianna Agron                                                                           | Quinn                                     |
| 2009 | Sweet Caroline Neil Diamond                                                           | — | — | — | UK59 (2 Wo.)UK | US34 (1 Wo.)US | Mark Salling                                                                           | Puck                                      |
| 2009 | Bust a Move Young MC                                                                  | — | — | — | — | US93 (1 Wo.)US | Matthew Morrison                                                                       | Will                                      |
| 2009 | Thong Song Sisqó                                                                      | — | — | — | UK99 (1 Wo.)UK | — | Matthew Morrison                                                                       | Will                                      |
| 2009 | Dancing with Myself Billy Idol                                                        | — | — | — | — | — | Kevin McHale                                                                           | Artie                                     |
| 2009 | Defying Gravity Idina Menzel & Kristin Chenoweth (Musical: Wicked – Die Hexen von Oz) | — | — | — | UK38 (4 Wo.)UK | US31 (3 Wo.)US | Chris Colfer & Lea Michele                                                             | Kurt & Rachel                             |
| 2009 | Proud Mary Creedence Clearwater Revival                                               | — | — | — | UK93 (1 Wo.)UK | — | Amber Riley, Kevin McHale, Lea Michele & Jenna Ushkowitz                               | Mercedes, Artie, Rachel & Tina            |
| 2009 | Endless Love Diana Ross & Lionel Richie                                               | — | — | — | UK94 (1 Wo.)UK | US78 (1 Wo.)US | Matthew Morrison & Lea Michele                                                         | Will & Rachel                             |
| 2009 | I’ll Stand by You The Pretenders                                                      | — | — | — | — | US73 (1 Wo.)US | Cory Monteith                                                                          | Finn                                      |
| 2009 | Don’t Stand So Close to Me / Young Girl The Police / Gary Puckett & the Union Gap     | — | — | — | UK62 (2 Wo.)UK | US64 (1 Wo.)US | Matthew Morrison                                                                       | Will                                      |
| 2009 | Crush Jennifer Paige                                                                  | — | — | — | — | — | Lea Michele                                                                            | Rachel                                    |
| 2009 | (You’re) Having My Baby Paul Anka mit Odia Coates                                     | — | — | — | — | — | Cory Monteith                                                                          | Finn                                      |
| 2009 | Lean on Me Bill Withers                                                               | — | — | — | UK43 (3 Wo.)UK | US50 (1 Wo.)US | Kevin McHale & Amber Riley                                                             | Artie & Mercedes                          |
| 2009 | Don’t Make Me Over Dionne Warwick                                                     | — | — | — | — | — | Amber Riley                                                                            | Mercedes                                  |
| 2009 | Papa Don’t Preach Madonna                                                             | — | — | — | UK81 (1 Wo.)UK | — | Dianna Agron                                                                           | Quinn                                     |
| 2009 | Imagine John Lennon                                                                   | — | — | — | UK57 (2 Wo.)UK | US67 (1 Wo.)US | Amber Riley, Kevin McHale, Cory Monteith & Lea Michele                                 | Mercedes, Artie, Finn & Rachel            |
| 2009 | Bootylicious Destiny’s Child                                                          | — | — | — | — | — | Jane Addams Girls Choir                                                                |                                           |
| 2009 | True Colors Cyndi Lauper                                                              | — | — | — | UK35 (3 Wo.)UK | US66 (1 Wo.)US | Jenna Ushkowitz                                                                        | Tina                                      |
| 2009 | Hair / Crazy in Love Musical: Hair / Beyoncé                                          | — | — | — | — | — | New Directions                                                                         |                                           |
| 2009 | Jump Van Halen                                                                        | — | — | — | — | — | Cory Monteith, Lea Michele, Kevin McHale & Amber Riley                                 | Finn, Rachel, Artie & Mercedes            |
| 2009 | Smile Lily Allen                                                                      | — | — | — | — | — | Lea Michele & Cory Monteith                                                            | Rachel & Finn                             |
| 2009 | Smile Charlie Chaplin (Film: Moderne Zeiten)                                          | — | — | — | — | — | Lea Michele, Cory Monteith & Amber Riley                                               | Rachel, Finn & Mercedes                   |
| 2009 | Last Christmas Wham!                                                                  | — | — | — | — | US63 (2 Wo.)US | Lea Michele & Cory Monteith                                                            | Rachel & Finn                             |
| 2009 | And I Am Telling You I’m Not Going Jennifer Holliday (Musical / Film: Dreamgirls)     | — | — | — | UK93 (1 Wo.)UK | US94 (1 Wo.)US | Amber Riley                                                                            | Mercedes                                  |
| 2009 | Don’t Rain on My Parade Barbra Streisand (Musical: Funny Girl)                        | — | — | — | UK80 (1 Wo.)UK | US53 (1 Wo.)US | Lea Michele                                                                            | Rachel                                    |
| 2009 | You Can’t Always Get What You Want The Rolling Stones                                 | — | — | — | — | US71 (1 Wo.)US | Lea Michele, Cory Monteith, Kevin McHale & Amber Riley                                 | Rachel, Finn, Artie & Mercedes            |
| 2009 | My Life Would Suck Without You Kelly Clarkson                                         | — | — | — | UK53 (2 Wo.)UK | US51 (1 Wo.)US | Lea Michele, Cory Monteith, Jenna Ushkowitz & Amber Riley                              | Rachel, Finn, Tina & Mercedes             |
| 2010 | Hello, I Love You The Doors                                                           | — | — | — | UK69 (1 Wo.)UK | US66 (1 Wo.)US | Cory Monteith                                                                          | Finn Hudson                               |
| 2010 | Highway to Hell AC/DC                                                                 | — | — | — | UK89 (1 Wo.)UK | — | Jonathan Groff                                                                         | Jesse                                     |
| 2010 | Gives You Hell The All-American Rejects                                               | — | — | — | UK14 (5 Wo.)UK | US32 (2 Wo.)US | Lea Michele                                                                            | Rachel                                    |
| 2010 | Hello Lionel Richie                                                                   | — | — | — | UK35 (2 Wo.)UK | US35 (1 Wo.)US | Jonathan Groff & Lea Michele                                                           | Jesse & Rachel                            |
| 2010 | Hello, Goodbye The Beatles                                                            | — | — | — | UK48 (2 Wo.)UK | US49 (1 Wo.)US | Lea Michele, Cory Monteith & Amber Riley                                               | Rachel, Finn & Mercedes                   |
| 2010 | Express Yourself Madonna                                                              | — | — | — | — | — | Lea Michele, Amber Riley, Naya Rivera & Dianna Agron                                   | Rachel, Mercedes, Santana & Quinn         |
| 2010 | Borderline / Open Your Heart Madonna                                                  | — | — | — | UK66 (1 Wo.)UK | US78 (1 Wo.)US | Lea Michele & Cory Monteith                                                            | Rachel & Finn                             |
| 2010 | Vogue Madonna                                                                         | — | — | — | — | — | Jane Lynch, Amber Riley & Chris Colfer                                                 | Sue, Mercedes & Kurt                      |
| 2010 | Like a Virgin Madonna                                                                 | — | — | — | UK58 (1 Wo.)UK | US87 (1 Wo.)US | Matthew Morrison, Jayma Mays, Naya Rivera, Cory Monteith, Lea Michele & Jonathan Groff | Will, Emma, Santana, Finn, Rachel & Jesse |
| 2010 | 4 Minutes Madonna feat. Justin Timberlake                                             | — | — | — | UK42 (2 Wo.)UK | US89 (1 Wo.)US | Chris Colfer & Amber Riley                                                             | Kurt & Mercedes                           |
| 2010 | What It Feels Like for a Girl Madonna                                                 | — | — | — | — | — | Cory Monteith, Mark Salling, Kevin McHale, Chris Colfer & Matthew Morrison             | Finn, Puck, Artie, Kurt & Will            |
| 2010 | Like a Prayer Madonna                                                                 | — | — | — | UK16 (4 Wo.)UK | US27 (2 Wo.)US | Lea Michele, Jonathan Groff, Cory Monteith, Chris Colfer & Amber Riley                 | Rachel, Jesse, Finn, Kurt & Mercedes      |
| 2010 | One Less Bell to Answer / A House Is Not a Home The Fifth Dimension                   | — | — | — | UK11 (1 Wo.)UK | US53 (1 Wo.)US | Kristin Chenoweth (Gast)                                                               | April Rhodes                              |
| 2010 | Beautiful Christina Aguilera                                                          | — | — | — | UK64 (1 Wo.)UK | US61 (1 Wo.)US | Amber Riley                                                                            | Mercedes                                  |
| 2010 | Fire Bruce Springsteen                                                                | — | — | — | UK93 (1 Wo.)UK | US64 (1 Wo.)US | Kristin Chenoweth (Gast)                                                               | April Rhodes                              |
| 2010 | A House Is Not a Home Dionne Warwick                                                  | — | — | — | UK94 (1 Wo.)UK | US70 (1 Wo.)US | Chris Colfer                                                                           | Kurt                                      |
| 2010 | Home Stephanie Mills (Musical: The Wiz)                                               | — | — | — | — | US90 (1 Wo.)US | Kristin Chenoweth (Gast)                                                               | April Rhodes                              |
| 2010 | Ice Ice Baby Vanilla Ice                                                              | — | — | — | UK52 (1 Wo.)UK | US74 (1 Wo.)US | Matthew Morrison                                                                       | Will                                      |
| 2010 | U Can’t Touch This MC Hammer                                                          | — | — | — | UK63 (1 Wo.)UK | US92 (1 Wo.)US | Kevin McHale, Chris Colfer, Amber Riley, Heather Morris, Jenna Ushkowitz               | Artie, Kurt, Mercedes, Brittany, Tina     |
| 2010 | Physical Olivia Newton-John                                                           | — | — | — | UK56 (1 Wo.)UK | US89 (1 Wo.)US | Olivia Newton-John (Gast), Jane Lynch                                                  | Olivia & Sue                              |
| 2010 | Run Joey Run David Geddes                                                             | — | — | — | UK27 (3 Wo.)UK | US61 (1 Wo.)US | Jonathan Groff, Lea Michele, Mark Salling, Cory Monteith                               | Jesse, Rachel, Puck & Finn                |
| 2010 | Total Eclipse of the Heart Bonnie Tyler                                               | — | — | — | UK9 (5 Wo.)UK | US16 (2 Wo.)US | Jonathan Groff, Lea Michele, Mark Salling, Cory Monteith                               | Jesse, Rachel, Puck & Finn                |
| 2010 | Jessie’s Girl Rick Springfield                                                        | — | — | — | UK33 (3 Wo.)UK | US23 (3 Wo.)US | Cory Monteith                                                                          | Finn                                      |
| 2010 | The Lady Is a Tramp Musical: Babes in Arms                                            | — | — | — | UK93 (1 Wo.)UK | US81 (1 Wo.)US | Mark Salling & Amber Riley                                                             | Puck & Mercedes                           |
| 2010 | The Boy Is Mine Brandy & Monica                                                       | — | — | — | UK62 (1 Wo.)UK | US76 (1 Wo.)US | Naya Rivera & Amber Riley                                                              | Santana & Mercedes                        |
| 2010 | Rose’s Turn Musical: Gypsy                                                            | — | — | — | — | US93 (1 Wo.)US | Chris Colfer                                                                           | Kurt                                      |
| 2010 | One U2                                                                                | — | — | — | UK56 (1 Wo.)UK | US60 (1 Wo.)US | Lea Michele & Cory Monteith                                                            | Rachel & Finn                             |
| 2010 | Dream On Aerosmith                                                                    | — | — | — | UK47 (2 Wo.)UK | US26 (2 Wo.)US | Neil Patrick Harris (Gast) & Matthew Morrison                                          | Bryan & Will                              |
| 2010 | Safety Dance Men Without Hats                                                         | — | — | — | UK88 (1 Wo.)UK | US81 (1 Wo.)US | Kevin McHale                                                                           | Artie                                     |
| 2010 | I Dreamed a Dream Musical: Les Misérables                                             | — | — | — | UK36 (2 Wo.)UK | US31 (2 Wo.)US | Idina Menzel & Lea Michele                                                             | Shelby & Rachel                           |
| 2010 | Dream a Little Dream The Mamas and the Papas                                          | — | — | — | — | — | Kevin McHale, Harry Shum, Jenna Ushkowitz                                              | Artie, Mike & Tina                        |
| 2010 | Shout It Out Loud Kiss                                                                | — | — | — | — | — | New Directions Boys (ohne Kurt)                                                        |                                           |
| 2010 | Funny Girl Barbra Streisand (Film: Funny Girl)                                        | — | — | — | — | — | Idina Menzel                                                                           | Shelby                                    |
| 2010 | Poker Face                                                                            | — | — | — | UK27 (5 Wo.)UK | US20 (4 Wo.)US | Idina Menzel & Lea Michele                                                             | Shelby & Rachel                           |
| 2010 | Beth Kiss                                                                             | — | — | — | UK98 (1 Wo.)UK | US72 (1 Wo.)US | Mark Salling                                                                           | Puck                                      |
| 2010 | Bad Romance Lady Gaga                                                                 | — | — | — | UK41 (3 Wo.)UK | US54 (2 Wo.)US | Chris Colfer, Amber Riley, Naya Rivera, Dianna Agron & Jenna Ushkowitz                 | Kurt, Mercedes, Santana, Quinn & Tina     |
| 2010 | Loser Beck                                                                            | — | — | — | UK88 (1 Wo.)UK | US93 (1 Wo.)US | Mark Salling, Cory Monteith                                                            | Puck & Finn                               |
| 2010 | Give Up the Funk Parliament                                                           | — | — | — | UK87 (1 Wo.)UK | — | Chris Colfer & Amber Riley                                                             | Kurt & Mercedes                           |
| 2010 | Another One Bites the Dust Queen                                                      | — | — | — | — | US79 (1 Wo.)US | Jonathan Groff                                                                         | Jesse                                     |
| 2010 | Tell Me Something Good Rufus                                                          | — | — | — | — | US87 (1 Wo.)US | Matthew Morrison                                                                       | Will                                      |
| 2010 | It’s a Man’s Man’s Man’s World James Brown                                            | — | — | — | UK94 (1 Wo.)UK | US95 (1 Wo.)US | Dianna Agron                                                                           | Quinn                                     |
| 2010 | Good Vibrations Marky Mark and the Funky Bunch                                        | — | — | — | UK77 (1 Wo.)UK | US69 (1 Wo.)US | Mark Salling, Cory Monteith, Amber Riley                                               | Puck, Finn & Mercedes                     |
| 2010 | Faithfully Journey                                                                    | — | — | — | UK48 (1 Wo.)UK | US37 (1 Wo.)US | Lea Michele & Cory Monteith                                                            | Rachel & Finn                             |
| 2010 | Over the Rainbow Judy Garland (Film: Der Zauberer von Oz)                             | — | — | — | UK30 (2 Wo.)UK | US44 (1 Wo.)US | Mark Salling & Matthew Morrison                                                        | Puck & Will                               |
| 2010 | Any Way You Want It / Lovin’, Touchin’, Squeezin’ Journey                             | — | — | — | UK32 (2 Wo.)UK | US58 (1 Wo.)US | New Directions                                                                         |                                           |
| 2010 | To Sir, with Love Lulu (Film: To Sir, with Love)                                      | — | — | — | UK60 (1 Wo.)UK | US76 (1 Wo.)US | New Directions                                                                         |                                           |
| 2010 | Bohemian Rhapsody Queen                                                               | — | — | — | UK67 (1 Wo.)UK | US84 (1 Wo.)US | Vocal Adrenaline                                                                       |                                           |

### Zweite Staffel (Oktober 2010 bis Juni 2011)
| Jahr | Titel im Original von                                                                               | Höchstplatzierung, Gesamtwochen, AuszeichnungChartplatzierungen (Jahr, Titel, im Original von, Platzierungen, Wochen, Auszeichnungen, Anmerkungen, zugehöriger Rollenname) | Höchstplatzierung, Gesamtwochen, AuszeichnungChartplatzierungen (Jahr, Titel, im Original von, Platzierungen, Wochen, Auszeichnungen, Anmerkungen, zugehöriger Rollenname) | Anmerkungen                                                                | zugehöriger Rollenname                |
| Jahr | Titel im Original von                                                                               | UK | US | Anmerkungen                                                                | zugehöriger Rollenname                |
| ---- | --------------------------------------------------------------------------------------------------- | --- | --- | -------------------------------------------------------------------------- | ------------------------------------- |
| 2010 | Empire State of Mind Jay-Z feat. Alicia Keys                                                        | UK35 (2 Wo.)UK | US21 (2 Wo.)US | New Directions                                                             |                                       |
| 2010 | Telephone Lady Gaga                                                                                 | UK25 (2 Wo.)UK | US23 (1 Wo.)US | Lea Michele & Charice (Gast)                                               | Rachel & Sunshine                     |
| 2010 | Billionaire Travie McCoy feat. Bruno Mars                                                           | UK48 (2 Wo.)UK | US28 (1 Wo.)US | Chord Overstreet                                                           | Sam                                   |
| 2010 | Listen Beyoncé                                                                                      | UK51 (1 Wo.)UK | US38 (1 Wo.)US | Charice (Gast)                                                             | Sunshine                              |
| 2010 | What I Did for Love A Chorus Line                                                                   | UK96 (1 Wo.)UK | US51 (1 Wo.)US | Lea Michele                                                                | Rachel                                |
| 2010 | I’m a Slave 4 U Britney Spears                                                                      | UK97 (1 Wo.)UK | US52 (1 Wo.)US | Heather Morris                                                             | Brittany                              |
| 2010 | Me Against the Music Britney Spears feat. Madonna                                                   | — | US56 (1 Wo.)US | Heather Morris & Naya Rivera                                               | Brittany & Santana                    |
| 2010 | The Only Exception Paramore                                                                         | UK45 (1 Wo.)UK | US26 (1 Wo.)US | Lea Michele                                                                | Rachel                                |
| 2010 | Toxic Britney Spears                                                                                | UK40 (2 Wo.)UK | US16 (1 Wo.)US | Matthew Morrison                                                           | New Directions & Will                 |
| 2010 | Stronger Britney Spears                                                                             | — | US53 (2 Wo.)US | Kevin McHale                                                               | Artie                                 |
| 2010 | … Baby One More Time Britney Spears                                                                 | — | US54 (1 Wo.)US | Lea Michele                                                                | Rachel                                |
| 2010 | Only the Good Die Young Billy Joel                                                                  | — | US50 (1 Wo.)US | Mark Salling                                                               | Puck                                  |
| 2010 | I Look to You Jay-Z feat. Whitney Houston                                                           | — | US74 (1 Wo.)US | Amber Riley                                                                | Mercedes                              |
| 2010 | Papa, Can You Hear Me? Barbra Streisand (Film: Yentl)                                               | — | US65 (1 Wo.)US | Lea Michele                                                                | Rachel                                |
| 2010 | I Want to Hold Your Hand The Beatles                                                                | UK74 (1 Wo.)UK | US36 (1 Wo.)US | Chris Colfer                                                               | Kurt                                  |
| 2010 | Losing My Religion R.E.M.                                                                           | UK82 (1 Wo.)UK | US60 (1 Wo.)US | Cory Monteith                                                              | Finn                                  |
| 2010 | Bridge over Troubled Water Simon & Garfunkel                                                        | — | US73 (1 Wo.)US | Amber Riley                                                                | Mercedes                              |
| 2010 | One of Us Joan Osborne                                                                              | UK84 (1 Wo.)UK | US37 (1 Wo.)US | Jenna Ushkowitz, Cory Monteith, Chris Colfer, Dianna Agron, Lea Michele    | Tina, Finn, Kurt, Quinn & Rachel      |
| 2010 | Don’t Go Breaking My Heart Elton John mit Kiki Dee                                                  | UK79 (1 Wo.)UK | US50 (1 Wo.)US | Lea Michele & Cory Monteith                                                | Rachel & Finn                         |
| 2010 | Happy Days Are Here Again / Get Happy Leo Reisman mit Lou Levin / Judy Garland (Film: Summer Stock) | — | US48 (1 Wo.)US | Chris Colfer & Lea Michele                                                 | Kurt & Rachel                         |
| 2010 | Le Jazz Hot! Musical: Victor/Victoria                                                               | — | US94 (1 Wo.)US | Chris Colfer                                                               | Kurt                                  |
| 2010 | Lucky Jason Mraz & Colbie Caillat                                                                   | UK67 (1 Wo.)UK | US27 (1 Wo.)US | Chord Overstreet & Dianna Agron                                            | Sam & Quinn                           |
| 2010 | River Deep – Mountain High Ike & Tina Turner                                                        | UK45 (2 Wo.)UK | US41 (1 Wo.)US | Naya Rivera & Amber Riley                                                  | Santana & Mercedes                    |
| 2010 | Sing! Musical: A Chorus Line                                                                        | — | US87 (1 Wo.)US | Harry Shum Jr. & Jenna Ushkowitz                                           | Mike & Tina                           |
| 2010 | Touch a Touch a Touch a Touch Me Musical: The Rocky Horror Show                                     | UK72 (1 Wo.)UK | — | Jayma Mays                                                                 | Emma                                  |
| 2010 | Time Warp Musical: The Rocky Horror Show                                                            | UK63 (1 Wo.)UK | US89 (1 Wo.)US | Chris Colfer, Dianna Agron, Cory Monteith, Jenna Ushkowitz, Heather Morris | Kurt, Quinn, Finn, Tina & Brittany    |
| 2010 | Start Me Up / Livin’ on a Prayer The Rolling Stones / Bon Jovi                                      | UK39 (2 Wo.)UK | US31 (1 Wo.)US | New Directions Girls                                                       |                                       |
| 2010 | Stop! In the Name of Love / Free Your Mind The Supremes / En Vogue                                  | UK61 (1 Wo.)UK | US38 (1 Wo.)US | New Directions Boys                                                        |                                       |
| 2010 | One Love (People Get Ready) Bob Marley & the Wailers                                                | — | US41 (1 Wo.)US | Mark Salling, Kevin McHale                                                 | Puck & Artie                          |
| 2010 | Teenage Dream Katy Perry                                                                            | UK36 (3 Wo.)UK | US8 Gold · (3 Wo.)US | Darren Criss                                                               | Blaine                                |
| 2010 | Forget You CeeLo Green                                                                              | UK31 (3 Wo.)UK | US11 (5 Wo.)US | Gwyneth Paltrow (Gast)                                                     | Holly Holiday                         |
| 2010 | Make ’Em Laugh Film: Singin’ in the Rain                                                            | — | — | Matthew Morrison                                                           | Will                                  |
| 2010 | Nowadays / Hot Honey Rag Musical: Chicago                                                           | — | — | Gwyneth Paltrow (Gast)                                                     | Holly Holiday                         |
| 2010 | Singing in the Rain / Umbrella Film: Singin’ in the Rain / Rihanna                                  | UK22 (3 Wo.)UK | US18 (3 Wo.)US | Gwyneth Paltrow (Gast), Matthew Morrison, Kevin McHale & Amber Riley       | Holly Holiday, Will, Artie & Mercedes |
| 2010 | Marry You Bruno Mars                                                                                | UK51 (2 Wo.)UK | US32 (2 Wo.)US | New Directions                                                             |                                       |
| 2010 | Just the Way You Are Bruno Mars                                                                     | UK69 (1 Wo.)UK | US40 (1 Wo.)US | Cory Monteith                                                              | Finn                                  |
| 2010 | Valerie Amy Winehouse                                                                               | — | US54 (1 Wo.)US | Naya Rivera                                                                | Santana                               |
| 2010 | (I’ve Had) The Time of My Life Bill Medley & Jennifer Warnes (Film: Dirty Dancing)                  | UK82 (1 Wo.)UK | US38 (1 Wo.)US | Dianna Agron & Chord Overstreet                                            | Quinn & Sam                           |
| 2010 | Don’t Cry for Me Argentina Julie Covington (Musical: Evita)                                         | UK67 (1 Wo.)UK | US97 (1 Wo.)US | Lea Michele & Chris Colfer                                                 | Rachel & Kurt                         |
| 2010 | Hey, Soul Sister Train                                                                              | UK37 (2 Wo.)UK | US29 (1 Wo.)US | Darren Criss                                                               | Blaine                                |
| 2010 | Dog Days Are Over Florence + the Machine                                                            | UK48 (1 Wo.)UK | US22 (1 Wo.)US | Jenna Ushkowitz & Amber Riley                                              | Tina & Mercedes                       |
| 2010 | The Most Wonderful Day of the Year TV: Rudolph the Red-Nosed Reindeer                               | — | — | New Directions                                                             |                                       |
| 2010 | We Need a Little Christmas Musical: Mame                                                            | — | — | New Directions                                                             |                                       |
| 2010 | Baby, It’s Cold Outside Film: Neptuns Tochter                                                       | — | US57 (2 Wo.)US | Chris Colfer & Darren Chriss                                               | Kurt & Blaine                         |
| 2010 | Merry Christmas Darling The Carpenters                                                              | — | — | Lea Michele                                                                | Rachel                                |
| 2010 | Last Christmas Wham!                                                                                | — | — | Lea Michele & Cory Monteith                                                | Rachel & Finn                         |
| 2010 | Welcome Christmas Film: Wie der Grinch Weihnachten gestohlen hat                                    | — | US59 (1 Wo.)US | New Directions                                                             |                                       |
| 2011 | Need You Now Lady Antebellum                                                                        | UK51 (2 Wo.)UK | US62 (2 Wo.)US | Lea Michele & Mark Salling                                                 | Rachel & Puck                         |
| 2011 | Bills, Bills, Bills Destiny’s Child                                                                 | UK58 (2 Wo.)UK | US44 (2 Wo.)US | Darren Criss                                                               | Blaine                                |
| 2011 | Thriller / Heads Will Roll Michael Jackson / Yeah Yeah Yeahs                                        | UK23 (5 Wo.)UK | US38 (2 Wo.)US | New Directions                                                             |                                       |
| 2011 | She’s Not There The Zombies                                                                         | — | US87 (1 Wo.)US | Cory Monteith                                                              | Finn                                  |
| 2011 | Fat Bottomed Girls Queen                                                                            | UK66 (1 Wo.)UK | US56 (1 Wo.)US | Mark Salling                                                               | Puck                                  |
| 2011 | P.Y.T. (Pretty Young Thing) Michael Jackson                                                         | UK68 (1 Wo.)UK | US58 (1 Wo.)US | Kevin McHale                                                               | Artie                                 |
| 2011 | Firework Katy Perry                                                                                 | UK55 (1 Wo.)UK | US34 (2 Wo.)US | Lea Michele                                                                | Rachel                                |
| 2011 | When I Get You Alone Robin Thicke                                                                   | UK79 (1 Wo.)UK | US47 (1 Wo.)US | Darren Criss                                                               | Blaine Anderson                       |
| 2011 | Silly Love Songs Wings                                                                              | UK89 (1 Wo.)UK | US45 (1 Wo.)US | Darren Criss                                                               | Blaine Anderson                       |
| 2011 | Baby Justin Bieber                                                                                  | UK67 (1 Wo.)UK | US47 (1 Wo.)US | Chord Overstreet                                                           | Sam                                   |
| 2011 | Take Me or Leave Me Musical: Rent                                                                   | UK91 (1 Wo.)UK | US51 (1 Wo.)US | Amber Riley & Lea Michele                                                  | Mercedes & Rachel                     |
| 2011 | Sing My Chemical Romance                                                                            | UK46 (2 Wo.)UK | US49 (1 Wo.)US | New Directions & Sue                                                       |                                       |
| 2011 | Don’t You Want Me Human League                                                                      | UK47 (2 Wo.)UK | US49 (1 Wo.)US | Darren Criss, Lea Michele                                                  | Blaine & Rachel                       |
| 2011 | Tik Tok Kesha                                                                                       | UK45 (2 Wo.)UK | US61 (1 Wo.)US | Heather Morris                                                             | Brittany                              |
| 2011 | Blame It (On the Alcohol) Jamie Foxx                                                                | UK63 (1 Wo.)UK | US55 (1 Wo.)US | New Directions                                                             |                                       |
| 2011 | Animal Neon Trees                                                                                   | UK96 (1 Wo.)UK | US62 (1 Wo.)US | Chris Colfer & Darren Criss                                                | Kurt & Blaine                         |
| 2011 | Do You Wanna Touch Me? (Oh Yeah) Gary Glitter                                                       | UK95 (1 Wo.)UK | US57 (1 Wo.)US | Gwyneth Paltrow (Gast)                                                     | Holly Holiday                         |
| 2011 | Kiss Prince                                                                                         | — | US83 (1 Wo.)US | Gwyneth Paltrow (Gast)                                                     | Holly Holiday                         |
| 2011 | Landslide Fleetwood Mac                                                                             | UK52 (2 Wo.)UK | US23 (2 Wo.)US | Gwyneth Paltrow (Gast)                                                     | Holly Holiday                         |
| 2011 | Get It Right                                                                                        | UK31 (2 Wo.)UK | US16 (2 Wo.)US | Lea Michele                                                                | Rachel                                |
| 2011 | Loser Like Me                                                                                       | UK27 (5 Wo.)UK | US6 Gold · (3 Wo.)US | New Directions                                                             |                                       |
| 2011 | Hell to the No                                                                                      | — | US53 (1 Wo.)US | Amber Riley                                                                | Mercedes                              |
| 2011 | Misery Maroon 5                                                                                     | — | US52 (1 Wo.)US | Darren Criss                                                               | Blaine                                |
| 2011 | Blackbird The Beatles                                                                               | — | US37 (1 Wo.)US | Chris Colfer                                                               | Kurt                                  |
| 2011 | Candles Hey Monday                                                                                  | — | US71 (1 Wo.)US | Chris Colfer & Darren Criss                                                | Kurt & Blaine                         |
| 2011 | Raise Your Glass Pink                                                                               | UK61 (3 Wo.)UK | US36 (1 Wo.)US | Darren Criss                                                               | Blaine                                |
| 2011 | Turning Tables Adele                                                                                | UK75 (1 Wo.)UK | US66 (1 Wo.)US | Holly Holiday                                                              |                                       |
| 2011 | All by Myself Eric Carmen                                                                           | UK98 (1 Wo.)UK | US87 (1 Wo.)US | Charice (Gast)                                                             | Sunshine                              |
| 2011 | I Feel Pretty / Unpretty Musical: West Side Story / TLC                                             | UK36 (2 Wo.)UK | US22 (2 Wo.)US | Lea Michele & Dianna Agron                                                 | Rachel & Quinn                        |
| 2011 | Somewhere Only We Know Keane                                                                        | UK44 (2 Wo.)UK | US42 (1 Wo.)US | Darren Criss                                                               | Blaine                                |
| 2011 | Born This Way Lady Gaga                                                                             | UK52 (1 Wo.)UK | US44 (1 Wo.)US | Chris Colfer, Amber Riley, Jenna Ushkowitz                                 | Kurt, Mercedes & Tina                 |
| 2011 | As If We Never Said Goodbye Musical: Sunset Boulevard                                               | — | US80 (1 Wo.)US | Chris Colfer                                                               | Kurt                                  |
| 2011 | Go Your Own Way Fleetwood Mac                                                                       | UK51 (2 Wo.)UK | US45 (1 Wo.)US | Lea Michele                                                                | Rachel                                |
| 2011 | Songbird Fleetwood Mac                                                                              | UK54 (1 Wo.)UK | US68 (1 Wo.)US | Naya Rivera                                                                | Santana                               |
| 2011 | Don’t Stop Fleetwood Mac                                                                            | — | US79 (1 Wo.)US | New Directions                                                             |                                       |
| 2011 | Never Going Back Again Fleetwood Mac                                                                | — | US81 (1 Wo.)US | Kevin McHale                                                               | Artie                                 |
| 2011 | Dreams Fleetwood Mac                                                                                | — | US92 (1 Wo.)US | Kristin Chenoweth (Gast)                                                   | April Rhodes                          |
| 2011 | Rolling in the Deep Adele                                                                           | UK49 (1 Wo.)UK | US29 (2 Wo.)US | Jonathan Groff, Lea Michele                                                | Jesse & Rache                         |
| 2011 | Isn’t She Lovely Stevie Wonder                                                                      | — | US65 (1 Wo.)US | Kevin McHale                                                               | Artie                                 |
| 2011 | Dancing Queen ABBA                                                                                  | — | US74 (1 Wo.)US | Naya Rivera & Amber Riley                                                  | Santana & Mercedes                    |
| 2011 | Friday Rebecca Black                                                                                | UK46 (1 Wo.)UK | US34 (2 Wo.)US | Chord Overstreet, Kevin McHale, Mark Salling                               | Sam, Artie & Puck                     |
| 2011 | Jar of Hearts Christina Perri                                                                       | UK63 (1 Wo.)UK | US49 (1 Wo.)US | Lea Michele                                                                | Rachel                                |
| 2011 | I’m Not Gonna Teach Your Boyfriend How to Dance with You Black Kids                                 | UK100 (1 Wo.)UK | US72 (1 Wo.)US | Darren Criss, Heather Morris & Jenna Ushkowitz                             | Blaine, Brittany & Tina               |
| 2011 | Back to Black Amy Winehouse                                                                         | — | US82 (1 Wo.)US | Naya Rivera                                                                | Santana                               |
| 2011 | My Man Billie Holiday                                                                               | — | US94 (1 Wo.)US | Lea Michele                                                                | Rachel                                |
| 2011 | Pure Imagination Gene Wilder (Film: Charlie und die Schokoladenfabrik)                              | UK97 (1 Wo.)UK | US59 (1 Wo.)US | Jenna Ushkowitz, Chris Colfer, Cory Monteith, Kevin McHale                 | Tina, Kurt, Finn & Artie              |
| 2011 | As Long as You’re There                                                                             | — | US93 (1 Wo.)US | Charice (Gast)                                                             | Sunshine                              |
| 2011 | Pretending                                                                                          | UK63 (1 Wo.)UK | US40 (1 Wo.)US | Lea Michele & Cory Monteith                                                | Rachel & Finn                         |
| 2011 | Light Up the World                                                                                  | UK48 (2 Wo.)UK | US33 (1 Wo.)US | New Directions                                                             |                                       |
| 2011 | I Love New York / New York, New York Madonna / Musical: On the Town                                 | UK83 (1 Wo.)UK | US81 (1 Wo.)US | New Directions                                                             |                                       |
| 2011 | For Good Musical: Wicked – Die Hexen von Oz                                                         | UK65 (1 Wo.)UK | US58 (1 Wo.)US | Lea Michele & Chris Colfer                                                 | Rachel & Kurt                         |

### Dritte Staffel (Oktober 2011 bis Mai 2012)
| Jahr | Titel im Original von                                                                         | Höchstplatzierung, Gesamtwochen, AuszeichnungChartplatzierungen (Jahr, Titel, im Original von, Platzierungen, Wochen, Auszeichnungen, Anmerkungen, zugehöriger Rollenname) | Höchstplatzierung, Gesamtwochen, AuszeichnungChartplatzierungen (Jahr, Titel, im Original von, Platzierungen, Wochen, Auszeichnungen, Anmerkungen, zugehöriger Rollenname) | Anmerkungen                                            | zugehöriger Rollenname             |
| Jahr | Titel im Original von                                                                         | UK | US | Anmerkungen                                            | zugehöriger Rollenname             |
| ---- | --------------------------------------------------------------------------------------------- | --- | --- | ------------------------------------------------------ | ---------------------------------- |
| 2011 | You Can’t Stop the Beat Musical: Hairspray                                                    | UK70 (1 Wo.)UK | US67 (1 Wo.)US | New Directions                                         |                                    |
| 2011 | It’s Not Unusual Tom Jones                                                                    | UK99 (1 Wo.)UK | US65 (1 Wo.)US | Darren Criss                                           | Blaine                             |
| 2011 | We Got the Beat Go-Go’s                                                                       | — | US83 (1 Wo.)US | New Directions                                         |                                    |
| 2011 | Somewhere Musical: West Side Story                                                            | — | US83 (1 Wo.)US | Lea Michele & Idina Menzel (Gast)                      | Rachel & Shelby                    |
| 2011 | Run the World (Girls) Beyoncé                                                                 | — | US91 (1 Wo.)US | Heather Morris                                         | Brittany                           |
| 2011 | Fix You Coldplay                                                                              | — | US53 (1 Wo.)US | Matthew Morrison                                       | Will                               |
| 2011 | Last Friday Night (T.G.I.F.) Katy Perry                                                       | — | US72 (1 Wo.)US | New Directions                                         |                                    |
| 2011 | Uptown Girl Billy Joel                                                                        | — | US68 (1 Wo.)US | Curt Mega, Grant Gustin, Eddy Martin                   | Nick, Sebastian, Thad              |
| 2011 | Rumor Has It / Someone like You Adele                                                         | UK35 (3 Wo.)UK | US11 (3 Wo.)US | Naya Rivera & Amber Riley                              | Santana & Mercedes                 |
| 2011 | Hit Me with Your Best Shot / One Way or Another Pat Benatar / Blondie                         | — | US86 (1 Wo.)US | Finn & Santana                                         | Cory Monteith & Naya Rivera        |
| 2011 | I Can’t Go for That / You Make My Dreams Hall & Oates                                         | — | US80 (1 Wo.)US | New Directions                                         |                                    |
| 2011 | Yoü and I / You and I Lady Gaga / Eddie Rabbitt mit Crystal Gayle                             | — | US69 (1 Wo.)US | Matthew Morrison & Idina Menzel                        | Will & Shelby                      |
| 2011 | Constant Craving k.d. lang                                                                    | — | US89 (1 Wo.)US | Naya Rivera & Idina Menzel                             | Santana & Shelby                   |
| 2011 | Girls Just Want to Have Fun Cyndi Lauper                                                      | — | US59 (1 Wo.)US | Cory Monteith                                          | Finn                               |
| 2011 | I Kissed a Girl Katy Perry                                                                    | — | US66 (1 Wo.)US |                                                        |                                    |
| 2011 | I’m the Only One Melissa Etheridge                                                            | — | US86 (1 Wo.)US | Mark Salling                                           | Puck                               |
| 2011 | Perfect Pink                                                                                  | — | US57 (1 Wo.)US | Chris Colfer & Darren Criss                            | Kurt & Blaine                      |
| 2011 | We Are Young Fun feat. Janelle Monáe                                                          | UK56 (2 Wo.)UK | US12 (3 Wo.)US | New Directions                                         |                                    |
| 2011 | Survivor / I Will Survive Destiny’s Child / Gloria Gaynor                                     | UK97 (1 Wo.)UK | US51 (1 Wo.)US | Naya Rivera & Amber Riley                              | Santana & Mercedes                 |
| 2011 | ABC The Jackson Five                                                                          | — | US88 (1 Wo.)US | New Directions                                         |                                    |
| 2011 | Man in the Mirror Michael Jackson                                                             | — | US76 (1 Wo.)US | New Directions                                         |                                    |
| 2011 | Red Solo Cup Toby Keith                                                                       | — | US92 (1 Wo.)US | Chord Overstreet & Cory Monteith                       | Sam & Finn                         |
| 2011 | Do They Know It’s Christmas? Band Aid                                                         | — | US92 (1 Wo.)US | New Directions                                         |                                    |
| 2012 | Without You David Guetta feat. Usher                                                          | UK94 (1 Wo.)UK | US28 (1 Wo.)US | Lea Michele                                            | Rachel                             |
| 2012 | We Found Love Rihanna feat. Calvin Harris                                                     | — | US56 (1 Wo.)US | Lea Michele & Naya Rivera                              | Rachel & Santana                   |
| 2012 | Moves like Jagger / Jumpin’ Jack Flash Maroon 5 feat. Christina Aguilera / The Rolling Stones | — | US62 (1 Wo.)US | Matthew Morrison & Kevin McHale                        | Will & Artie                       |
| 2012 | The First Time Ever I Saw Your Face Roberta Flack                                             | — | US70 (1 Wo.)US | New Directions                                         |                                    |
| 2012 | Summer Nights John Travolta & Olivia Newton-John (Musical: Grease)                            | — | US88 (1 Wo.)US | Chord Overstreet, Amber Riley und andere               | Sam, Mercedes & New Directions     |
| 2012 | Smooth Criminal Michael Jackson                                                               | UK86 (2 Wo.)UK | US26 (2 Wo.)US | Naya Rivera & Grant Gustin mit den 2Cellos             | Santana & Sebastian                |
| 2012 | Human Nature Michael Jackson                                                                  | — | US56 (1 Wo.)US | Chord Overstreet, Amber Riley                          | Sam & Mercedes                     |
| 2012 | Black or White Michael Jackson                                                                | — | US64 (1 Wo.)US | New Directions                                         |                                    |
| 2012 | Wanna Be Startin’ Somethin’ Michael Jackson                                                   | — | US78 (1 Wo.)US | Darren Criss                                           | Blaine                             |
| 2012 | Bad Michael Jackson                                                                           | — | US80 (1 Wo.)US | Naya Rivera, Kevin McHale, Darren Criss & Grant Gustin | Santana, Artie, Blaine & Sebastian |
| 2012 | Sexy and I Know It LMFAO                                                                      | — | US81 (1 Wo.)US | Ricky Martin (Gast) & Kevin McHale                     | David Martinez & Artie             |
| 2012 | La Isla Bonita Madonna                                                                        | — | US99 (1 Wo.)US | Amber Riley & Ricky Martin (Gast)                      | Santana & David Martinez           |
| 2012 | I Will Always Love You Whitney Houston                                                        | — | US87 (1 Wo.)US | Amber Riley                                            | Mercedes                           |
| 2012 | Stereo Hearts Gym Class Heroes feat. Adam Levine                                              | — | US92 (1 Wo.)US | Chord Overstreet, Amber Riley & Samuel Larsen          | Sam, Mercedes & Joe                |
| 2012 | Fly / I Believe I Can Fly Nicki Minaj / R. Kelly                                              | — | US56 (1 Wo.)US | New Directions                                         |                                    |
| 2012 | Cough Syrup Young the Giant                                                                   | — | US65 (1 Wo.)US | Darren Criss                                           | Blaine                             |
| 2012 | Here’s to Us Halestorm                                                                        | — | US73 (1 Wo.)US | Lea Michele                                            | Rachel                             |
| 2012 | Glad You Came The Wanted                                                                      | — | US90 (1 Wo.)US | Grant Gustin                                           | Sebastian                          |
| 2012 | Somebody That I Used to Know Gotye feat. Kimbra                                               | UK48 (3 Wo.)UK | US26 (2 Wo.)US | Darren Criss & Matt Bomer                              | Blaine & Cooper                    |
| 2012 | Hungry Like the Wolf / Rio Duran Duran                                                        | — | US98 (1 Wo.)US | Darren Criss & Matt Bomer                              | Blaine & Cooper                    |
| 2012 | How Will I Know Whitney Houston                                                               | UK73 (2 Wo.)UK | US65 (1 Wo.)US | Lea Michele, Chris Colfer, Amber Riley & Naya Rivera   | Rachel, Kurt, Mercedes & Santana   |
| 2012 | It’s Not Right but It’s Okay Whitney Houston                                                  | — | US92 (1 Wo.)US | Darren Criss                                           | Blaine Anderson                    |
| 2012 | Shake It Out Florence + the Machine                                                           | UK54 (2 Wo.)UK | US71 (1 Wo.)US | Naya Rivera, Jenna Ushkowitz & Amber Riley             | Santana, Tina & Mercedes           |
| 2012 | It’s All Coming Back to Me Now Céline Dion                                                    | UK69 (2 Wo.)UK | — | Lea Michele                                            | Rachel                             |
| 2012 | Paradise by the Dashboard Light Meat Loaf mit Ellen Foley                                     | UK95 (1 Wo.)UK | — | New Directions                                         |                                    |

### Vierte Staffel (ab September 2012)
| Jahr | Titel Album                                        | Höchstplatzierung, Gesamtwochen, AuszeichnungChartplatzierungen (Jahr, Titel, Album, Platzierungen, Wochen, Auszeichnungen, Anmerkungen, zugehöriger Rollenname) | Höchstplatzierung, Gesamtwochen, AuszeichnungChartplatzierungen (Jahr, Titel, Album, Platzierungen, Wochen, Auszeichnungen, Anmerkungen, zugehöriger Rollenname) | Anmerkungen | zugehöriger Rollenname                                    |
| Jahr | Titel Album                                        | UK | US | Anmerkungen | zugehöriger Rollenname                                    |
| ---- | -------------------------------------------------- | --- | --- | --- | --------------------------------------------------------- |
| 2012 | It’s Time                                          | — | US95 (1 Wo.)US | Darren Criss | Blaine                                                    |
| 2012 | The Scientist                                      | — | US91 (1 Wo.)US | Lea Michele, Cory Monteith, Jayma Mays, Matthew Morrison, Naya Rivera, Heather Morris, Darren Criss, Chris Colfer | Rachel, Finn, Emma, Will, Santana, Brittany, Blaine, Kurt |
| 2013 | Mine                                               | UK95 (1 Wo.)UK | — | Naya Rivera | Santana                                                   |
| 2013 | Let Me Love You (Until You Learn to Love Yourself) | UK77 (1 Wo.)UK | US91 (1 Wo.)US | Jacob Artist | Jake                                                      |
| 2013 | I Love It                                          | UK90 (1 Wo.)UK | — | |                                                           |
| 2013 | If I Die Young                                     | UK82 (2 Wo.)UK | — | |                                                           |

- Anmerkung: die Spalte Anmerkungen enthält die beteiligten Schauspieler

## Videoalben
- 2012: Glee – The Concert Movie (UK: Platin)

## Auszeichnungen für Musikverkäufe
| Goldene Schallplatte - Australien - 2010: für das Album Glee: The Music, The Christmas Album - 2010: für die Single Halo / Walking on Sunshine - 2010: für die Single Jessie’s Girl - 2011: für das Album Glee: The Music, Season Two Volume 5 - 2011: für das Album Glee: The Music, Season Two Volume 6 - Irland - 2010: für das Album Glee: The Music, The Christmas Album - 2010: für das Album Glee: The Music, Season Two Volume 4 - Mexiko - 2014: für die Single Don’t Stop Believin’ - Neuseeland - 2010: für das Album Glee: The Music – Volume 2 - 2010: für das Album Glee: The Music – Volume 3 – Showstoppers - 2011: für das Album Glee: The Music, Season Two Volume 5 Platin-Schallplatte - Australien - 2010: für das Album Glee: The Music – Volume 2 - 2010: für das Album Glee: The Music – Volume 3 – Showstoppers - 2010: für das Album Glee: The Music, Season Two Volume 4 - 2010: für die Single Don’t Stop Believin’ - Irland - 2010: für das Album Glee: The Music – Volume 3 – Showstoppers - Kanada - 2010: für das Album Glee: The Music – Volume 1 - 2010: für das Album Glee: The Music – Volume 2 - Neuseeland - 2010: für das Album Glee: The Music – Volume 1 - 2018: für das Album Glee: The Music, Season Two Volume 4 | 2× Platin-Schallplatte - Australien - 2011: für das Album Glee: The Music – Volume 1 - Irland - 2010: für das Album Glee: The Music – Volume 2 3× Platin-Schallplatte - Irland - 2010: für das Album Glee: The Music – Volume 1 |

Anmerkung: Auszeichnungen in Ländern aus den Charttabellen bzw. Chartboxen sind in ebendiesen zu finden.
| Land/RegionAuszeichnungen für Musikverkäufe (Land/Region, Auszeichnungen, Verkäufe, Quellen) | Silber     | Gold       | Platin       | Verkäufe  | Quellen               |
| -------------------------------------------------------------------------------------------- | ---------- | ---------- | ------------ | --------- | --------------------- |
| Australien (ARIA)                                                                            | —          | 5× Gold5   | 6× Platin6   | 595.000   | aria.com.au           |
| Irland (IRMA)                                                                                | —          | 2× Gold2   | 6× Platin6   | 105.000   | irishcharts.ie        |
| Kanada (MC)                                                                                  | —          | —          | 2× Platin2   | 160.000   | musiccanada.com       |
| Mexiko (AMPROFON)                                                                            | —          | Gold1      | —            | 30.000    | amprofon.com.mx       |
| Neuseeland (RMNZ)                                                                            | —          | 3× Gold3   | 2× Platin2   | 52.500    | radioscope.net.nz NZ2 |
| Vereinigte Staaten (RIAA)                                                                    | —          | 5× Gold5   | 3× Platin3   | 5.500.000 | riaa.com              |
| Vereinigtes Königreich (BPI)                                                                 | 7× Silber7 | 4× Gold4   | 4× Platin4   | 1.960.000 | bpi.co.uk             |
| Insgesamt                                                                                    | 7× Silber7 | 20× Gold20 | 23× Platin23 |           |                       |